# Martin Prusek
Martin Prusek (* 11. prosince 1975, Ostrava) je český trenér brankářů v klubu HC Olomouc a bývalý hokejový brankář.

## Hráčská kariéra
Po odchodu Jakuba Štěpánka do týmu SKA Petrohrad KHL hledaly HC Vítkovice Steel novou brankářskou jedničku. Po vypršení smlouvy s Dinamo Riga KHL se vrátil zpět do České republiky do HC Vítkovice Steel. Ze sezóny však příliš neužil, doléčoval zánět srdečního svalu a do tréninkového procesu se zapojil až na konci roku 2010. Z toho důvodu byl klub Vítkovic nucen sehnat brankářskou náhradu alespoň do doby, než se Prusek vrátí do očekávané formy. Nicméně narychlo sehnaná náhrada Roman Málek předváděla natolik dobré výkony, že své náhradníky Šindeláře a (po doléčení) Pruska do branky téměř nepouštěl.
Martin Prusek nastoupil v ročníku 2010/11, který se později ukázal jako jeho poslední v aktivní kariéře hráče, pouze ke dvěma soutěžním utkáním v české Extralize za Vítkovice a šesti v prvoligové Olomouci. Přesto se stal držitelem stříbrné medaile za druhé místo v Mistrovství České republiky v ledním hokeji(Extraliga) s Vítkovicemi. Následně nastoupil do předsezónní přípravy Vítkovic jako hráč, ale v jejím průběhu přijal nabídku stát se ve Vítkovicích trenérem brankářů a ukončil profesionální hráčskou kariéru.
Svoji premiéru v dresu České republiky si odehrál 17. prosince 1995 v zápase proti Ruské reprezentaci v Moskvě. Celkem nastoupil ve 27 zápasech.

## Ocenění a úspěchy
- 1997 ČHL – Nejvíce čistých kont
- 1998 ČHL – Nejvíce vítězství
- 2002 AHL – Nejnižší průměr inkasovaných branek
- 2002 AHL – Aldege „Baz“ Bastien Memorial Award
- 2002 AHL – Harry „Hap“ Holmes Memorial Award
- 2002 AHL – Nejúspěšnější brankář
- 2002 AHL – První All-Star Tým
- 2009 KHL – Brankář prosince 2008

## Prvenství

### ČHL
- Debut – 5. března 1995 (HC Vítkovice proti HC Pardubice)
- První inkasovaný gól – 5. března 1995 (HC Vítkovice proti HC Pardubice, českým útočníkem Richardem Králem)
- První vychytaná nula – 26. ledna 1996 (HC Interconex Plzeň proti HC Vítkovice)

### NHL
- Debut – 23. března 2002 (Ottawa Senators proti Atlanta Thrashers)
- První inkasovaný gól – 23. března 2002 (Ottawa Senators proti Atlanta Thrashers), finským útočníkem Tomi Kallio)
- První vychytaná nula – 3. prosince 2003 (Florida Panthers proti Ottawa Senators)

### KHL
- Debut – 5. září 2008 (Torpedo Nižnij Novgorod proti HK Spartak Moskva)
- První inkasovaný gól – 5. září 2008 (Torpedo Nižnij Novgorod proti HK Spartak Moskva), českým útočníkem Pavlem Brendlem)
- První vychytaná nula – 15. září 2008 (HK Dinamo Minsk proti HK Spartak Moskva)

## Klubová statistika

### Základní části
| Sezona       | Tým                   | Liga         | Z  | V  | P  | R  | Pvp | MIN  | OG  | ČK | POG  | %ChS |
| ------------ | --------------------- | ------------ | -- | -- | -- | -- | --- | ---- | --- | -- | ---- | ---- |
| 1994–95      | HC Vítkovice          | ČHL          | 5  | 1  | 4  | 0  | —   | 232  | 18  | 0  | 4.66 | .826 |
| 1995–96      | HC Vítkovice          | ČHL          | 41 | 14 | 16 | 11 | —   | 2214 | 112 | 1  | 3.04 | .908 |
| 1996–97      | HC Vítkovice          | ČHL          | 49 | 25 | 12 | 12 | —   | 2830 | 106 | 8  | 2.25 | .921 |
| 1997–98      | HC Vítkovice          | ČHL          | 50 | 29 | 14 | 17 | —   | 2601 | 125 | 4  | 2.88 | .919 |
| 1998–99      | HC Vítkovice          | ČHL          | 37 | 16 | 19 | 2  | —   | 1861 | 83  | 2  | 2.68 | .918 |
| 1999–00      | HC Vítkovice          | ČHL          | 50 | 10 | 26 | 14 | —   | 2647 | 132 | 5  | 2.99 | .911 |
| 2000–01      | HC Vítkovice          | ČHL          | 30 | 12 | 11 | 7  | —   | 1679 | 64  | 3  | 2.29 | .924 |
| 2001–02      | Grand Rapids Griffins | AHL          | 33 | 18 | 8  | 5  | —   | 1903 | 58  | 4  | 1.83 | .930 |
| 2001–02      | Ottawa Senators       | NHL          | 1  | 0  | 1  | 0  | —   | 62   | 3   | 0  | 2.90 | .800 |
| 2002–03      | Ottawa Senators       | NHL          | 18 | 12 | 2  | 1  | —   | 935  | 37  | 0  | 2.37 | .911 |
| 2002–03      | Binghamton Senators   | AHL          | 4  | 1  | 2  | 1  | —   | 243  | 7   | 1  | 1.73 | .925 |
| 2003–04      | Ottawa Senators       | NHL          | 29 | 16 | 6  | 3  | —   | 1528 | 54  | 3  | 2.12 | .917 |
| 2004–05      | HC Vítkovice          | ČHL          | 14 | 4  | 6  | 4  | —   | 672  | 28  | 0  | 2.50 | .931 |
| 2004–05      | HC JME Znojemští Orli | ČHL          | 8  | 3  | 5  | 0  | —   | 453  | 18  | 0  | 2.38 | .932 |
| 2005–06      | Syracuse Crunch       | AHL          | 23 | 12 | 7  | —  | 1   | 1203 | 60  | 2  | 2.99 | .911 |
| 2005–06      | Columbus Blue Jackets | NHL          | 9  | 3  | 3  | —  | 0   | 373  | 20  | 0  | 3.22 | .879 |
| 2006–07      | SKA Petrohrad         | RSL          | 22 | —  | —  | —  | —   | 1161 | 52  | 3  | 2.69 | —    |
| 2007–08      | HC Vítkovice Steel    | ČHL          | 43 | 17 | 26 | —  | 0   | 2366 | 106 | 3  | 2.69 | .932 |
| 2008–09      | HK Spartak Moskva     | KHL          | 22 | 8  | 9  | —  | 4   | 1280 | 64  | 2  | 3.00 | .879 |
| 2008–09      | Dinamo Riga           | KHL          | 20 | 10 | 6  | —  | 2   | 1164 | 33  | 6  | 1.70 | .941 |
| 2009–10      | Dynamo Riga           | KHL          | 28 | 7  | 15 | —  | 2   | 1477 | 77  | 0  | 3.13 | .903 |
| 2010–11      | HC Vítkovice Steel    | ČHL          | 2  | 1  | 1  | —  | 0   | 106  | 4   | 0  | 2.26 | .923 |
| 2010–11      | HC Olomouc            | 1.ČHL        | 5  | 5  | 0  | —  | 0   | 271  | 7   | 1  | 1.55 | .952 |
| Celkem v NHL | Celkem v NHL          | Celkem v NHL | 57 | 31 | 12 | 4  | 0   | 2898 | 114 | 3  | 2.36 | .909 |

### Play-off
| Sezona       | Tým                   | Liga         | Z | V | P | MIN | OG | ČK | POG  | %ChS |
| ------------ | --------------------- | ------------ | - | - | - | --- | -- | -- | ---- | ---- |
| 1995–96      | HC Vítkovice          | ČHL          | 4 | 1 | 3 | 250 | 9  | 1  | 2.16 | .935 |
| 1996–97      | HC Vítkovice          | ČHL          | 9 | 6 | 3 | 540 | 19 | 1  | 2.11 | .935 |
| 1997–98      | HC Vítkovice          | ČHL          | 9 | 6 | 4 | 520 | 27 | 0  | 3.12 | .910 |
| 1998–99      | HC Vítkovice          | ČHL          | 4 | 1 | 3 | 250 | 12 | 0  | 2.88 | .923 |
| 2000–01      | HC Vítkovice          | ČHL          | 9 | 3 | 6 | 460 | 25 | 0  | 3.26 | .919 |
| 2001–02      | Grand Rapids Griffins | AHL          | 5 | 2 | 3 | 278 | 10 | 0  | 2.16 | .896 |
| 2003–04      | Ottawa Senators       | NHL          | 1 | 0 | 0 | 40  | 1  | 0  | 1.50 | .933 |
| 2008–09      | Dinamo Riga           | KHL          | 3 | 0 | 3 | 167 | 13 | 0  | 4.67 | .859 |
| 2009–10      | Dinamo Riga           | KHL          | 4 | 1 | 3 | 210 | 9  | 0  | 2.57 | .921 |
| 2010–11      | HC Olomouc            | 1.ČHL        | 6 | 2 | 4 | 336 | 17 | 1  | 3.04 | .906 |
| Celkem v NHL | Celkem v NHL          | Celkem v NHL | 1 | 0 | 0 | 40  | 1  | 0  | 1.50 | .933 |

### Reprezentace
| Rok                       | Tým                       | Soutěž                    | Z | V | P | R | MIN | OG | ČK | POG  | %ChS |
| ------------------------- | ------------------------- | ------------------------- | - | - | - | - | --- | -- | -- | ---- | ---- |
| 2009                      | Česko                     | MS                        | 3 | 2 | 1 | 0 | 137 | 4  | 0  | 1.76 | .920 |
| Juniorská kariéra celkově | Juniorská kariéra celkově | Juniorská kariéra celkově | 3 | 2 | 1 | 0 | 137 | 4  | 0  | 1.76 | .920 |